# Bet on Soldier
Bet on Soldier est un jeu de tir à la première personne futuriste, jouable seul ou en multijoueurs.
Il est développé par Kylotonn et édité en France par Focus. Le jeu est sorti en France le 14 septembre 2005 sur plate-forme PC uniquement, pour Windows XP x86 et x64 ainsi que Windows 2000.

## Trame
L'histoire se passe environ 80 ans après la Première Guerre mondiale, qui dans le jeu n'a jamais cessé, si bien que la violence est devenue tellement banale que les guerriers se livrent à des batailles retransmises à la télévision, dans lequel on parie sur les meilleurs guerriers.
Dans le jeu le joueur incarne un de ces guerriers depuis ses débuts jusqu'à devenir champion, dans des missions qui se déroulent dans le monde entier.

## Système de jeu
Le jeu inclut un système d'argent virtuel : plus le joueur avance, plus les gains montent. Ainsi il peut gérer l'achat d'équipements avant chaque mission en fonction de ses besoins.

## Accueil
- Jeuxvideo.com : 15/20[1]

## Extensions
Le jeu a connu deux extensions : Bet on Soldier: Blood of Sahara (2006) et Bet on Soldier: Black-Out on Saigon (2007).